# Мозамбик на Светском првенству у атлетици на отвореном 2023.
Мозамбик је учествовао на 19. Светском првенству у атлетици на отвореном 2023. одржаном у Будимпешти од 19. до 27. августа осамнаести пут, односно учествовао је на свих првенствима до данас. Репрезентацију Мозамбика представљао је један такмичар који се такмичио у трци на 100 метара.,
На овом првенству такмичар Мозамбика није освојио ниједну медаљу нити је остварио неки резултат.

## Учесници
Мушкарци: 
- Onisio Pereia — 100 м

## Резултати

### Мушкарци
| Атлетичар     | Дисциплина | Лични рекорд | Предтакмичење | Предтакмичење | Квалификације | Квалификације | Полуфинале           | Полуфинале           | Финале               | Финале       | Детаљи |
| Атлетичар     | Дисциплина | Лични рекорд | Резултат      | Место         | Резултат      | Место         | Резултат             | Место                | Резултат             | Место        | Детаљи |
| ------------- | ---------- | ------------ | ------------- | ------------- | ------------- | ------------- | -------------------- | -------------------- | -------------------- | ------------ | ------ |
| Onisio Pereia | 100 м      | 10,79        | 10,89 КВ      | 2. у гр. 3    | 11,09         | 8. у гр. 3    | Није се квалификовао | Није се квалификовао | Није се квалификовао | 53 / 71 (75) |        |